# Туристичний район
Туристичний район — це територія, яка має певні ознаки привабливості для туриста, забезпечена туристською інфраструктурою і системою організації туризму. Привабливість може бути обумовлена різними чинниками: природними, історико-культурними, соціально-економічними. Основою формування районів є туристські ресурси, що й визначають їх спеціалізацію. Наприклад, природні кліматичні ресурси південного берега Криму сприяли створенню тут приморських курортів (Ялта, Феодосія, Алушта), а культурно-історичні пам'ятки Львова (площа Ринок, Успенська церква, Вірменський собор та ін.) стали базою для формування сучасного популярного напрямку. Розвинена інфраструктура в межах території забезпечує вищий рівень туристичної привабливості, ніж лише наявність ресурсів.
Мироненко Н. С. визначає туристський район як територіальну сукупність економічно взаємозв'язаних підприємств, які спеціалізуються на обслуговуванні туристів, що дозволяє найкращим чином задовольнити їх потреби, використовуючи наявні природні та культурно-історичні комплекси території, а також її економічні умови. Це територіальне утворення, яке спеціалізується на наданні населенню туристських послуг.

## Дослідження поняття
Районування є одним із основних завдань географії туризму. Виділення таксономічних одиниць значно полегшує зведення статистичних даних, звітів і відомостей. Крім того, це дозволяє з найбільшою ефективністю використовувати певні території для відпочинку людей, розробляти місцеві програми розвитку галузі з максимальним врахуванням усіх особливостей і потенціалу місцевості.
Уже в першій половині XX ст., коли масовий туризм лише починав становлення, австрійський вчений І. Страднер звернув увагу на проблему туристичного районування. Вчені Дослідницького інституту туризму (Німеччина, 1929 р.) також обґрунтовували необхідність виділення суспільно-географічних структур, підкреслюючи взаємозв'язок туризму з потенціалом окремих територій [9]. В СРСР подібне районування вперше було проведене школою професора В. С. Преображенського в 1973 р. і уточнене в 1980 році. Тоді вся територія СРСР за ступенем туристсько-рекреаційної розвиненості була розділена на 19 районів [1, с. 171]. Значний внесок у розвиток вчення про туристські райони зробили такі вчені, як Н. П. Крачило, А. Ю. Александрова, О. О. Бейдик, Д. В. Ніколаєнко, О. В. Дарінський, Ю. Д. Дмитрієвський, Н. С. Мироненко, І. Т. Твердохлебов, А. М. Сазикін, А. А. Романова, І. В. Зорін, Т. А. Ірисова та інші.
Єдиної схеми туристичного районування на сьогодні не розроблено. Існує значна кількість авторських позицій, різні підходи до визначення поняття «туристського району», критеріїв їх виокремлення та класифікації.

## Критерії виділення туристських районів
Серед основних критеріїв виокремлення туристських районів виділяють:
- рівень розвитку спеціалізованої інфраструктури;
- наявність туристських ресурсів;
- характер зв'язків індустрії гостинності й дозвілля з іншими галузями народного господарства;
- питома вага зайнятих у туристському господарстві від загальної кількості працевлаштованих трудових ресурсів;
- потреби населення у відпочинку (сучасні та перспективні) [5, с. 73];
- наявний турпотік (як підтвердження коректності виокремлення району, міра його значимості та привабливості).

На зламі XX—XXI ст. Перший критерій значно втратив своє значення. Сучасний туризм уже не так тісно пов'язаний зі своєю матеріальною базою і може розвиватися на територіях, які не мають спеціального оснащення. Відсутність туристичної інфраструктури іноді має більшу привабливість для людей, яким необхідний тісніший контакт із природою [4, с. 130].
Смаль І. В. зазначає, що районом може стати лише така територія, де туристська діяльність має домінуючий характер і є галуззю спеціалізації в структурі господарського комплексу. Звичайно, рівень розвитку туризму враховується при виокремленні району, але не є головним критерієм поділу. Першочергово до уваги дослідника беруться наявність ресурсів та спеціалізація території.

## Класифікація туристських районів
Незважаючи на різноманітність підходів до визначення поняття туристського району, можна виокремити основні ознаки, за якими вони різняться: час виникнення та особливості формування, природні, історико-культурні, соціально-економічні передумови їх виділення, стан галузевої інфраструктури, спеціалізація тощо. На підставі цих ознак і базується класифікація районів.
За спеціалізацією можна виділити такі їх види:
- пізнавальні або екскурсійні;
- рекреаційні або оздоровчі;
- подієві;
- релігійні;
- спортивні;
- ділові;
- сільські.

Польський вчений А. Козма запропонував наступну класифікацію туристських районів:
- райони з домінуючим розвитком туризму, що володіють величезними туристськими ресурсами;
- райони з розвитком туризму на рівні з іншими галузями, що володіють багатими туристськими ресурсами;
- райони із залежним від стану інших галузей розвитком туризму, що володіють туристськими ресурсами [7, с. 218]

Слід зазначити, що виокремлюються також райони широкої і вузької спеціалізації. Перебування, або відпочинок людини в туристському місці широкого профілю виявляється найчастіше випадковим, так як причиною подорожі є не саме місце. Прикладами можуть бути освітні центри, промислові та адміністративні комплекси, а також транспортні системи. На відміну від туристських місць широкого профілю, відвідування районів вузької спеціалізації є самоціллю подорожі. Сюди відносять зони з різними визначними пам'ятками, що в кінцевому підсумку і приваблює подорожуючих  даною територією [3, с. 82].

## Виділення туристських районів України
М. П. Крачило у межах 2 зон на території України виділяв 5 туристських районів: Кримський, Одеський, Азовський (складають Кримсько-Одесько-Азовський регіон), Дніпровсько-Дністровський, Карпатський.
Пізніше були обґрунтовані й інші варіанти районування країни. У 1997 р. О. О. Бейдиком та Д. О. Ляшенком було запропоновано власне галузеве районування, яке включало 6 районів:
- Карпатський;
- Полісько-Подільський;
- Київсько-Дніпровський;
- Донецько-Дніпровський;
- Причорноморський;
- Кримський.

Їх межі проходять кордонами областей, об'єднуючи всі адміністративно-територіальні одиниці України. Із 6 районів Донецько-Дніпровський — найбільший за площею (об'єднує 6 областей), Кримський — найменший (складається з АР Крим) [1, с. 175].